# Günther Thiele
Günther Thiele, född den 1 november 1841 i Rhonstedt, Sondershausen, död 20 oktober 1910 i Berlin, var en tysk filosof.
Thiele habiliterade sig i matematik för Eduard Heine med verket Zur Lösung von Aufgaben der Wellenlehre mit Hilfe der Zylinderfunktionen, men övergick därefter helt till filosofin. Hazn blev professor i Königsberg 1882 och docent i Berlin 1898. Han rönte först inflytande av Hegel, sedan av Kant och Lotze och var en av de främsta representanterna för den spekulativa teismen i Tyskland. Hans huvudarbete är Die Philosophie des Selbstbewusstseins und der Glaube an Gott, Freiheit, Unsterblichkeit (1895), där han även uppvisar beroende av Fichte.